# A Vénusz benépesítése

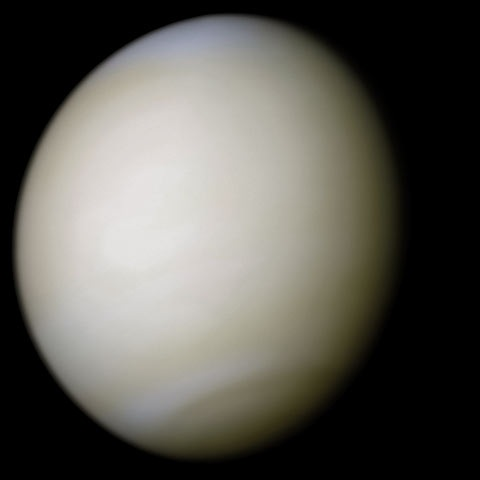
A Vénuszból látható fényben csak a sűrű, egybefüggő felhőtakaró látszik

A Vénusz benépesítése a tudományos-fantasztikus művek kedvelt témája volt már az űrkorszakot megelőzően is. A bolygó felszínén uralkodó viszonyok megismerése óta azonban a figyelem eltolódott a Mars és a Hold irányába.

## Lehetséges okok
Az űr és a földön kívüli területek benépesítése növeli az emberiség túlélési esélyeit, mivel az egy helyszínt sújtó katasztrófák a másik populációt érintetlenül hagyják. A gazdasági tevékenységek vagy egy nehezen automatizálható tudományos kutatás támasztotta munkaerőigény, vagy a puszta kalandvágy is szolgálhat motiváló erőként.

## Kedvező feltételek

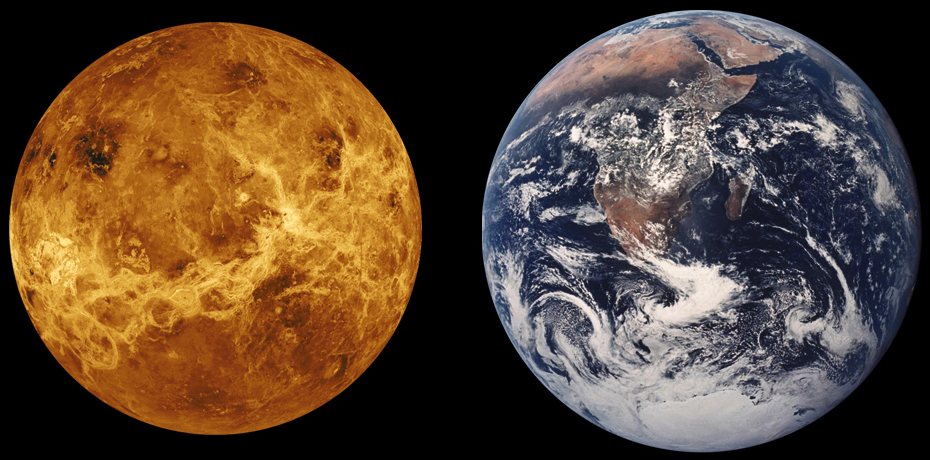
A Vénusz és a Föld méretarányos ábrája: megfigyelhető, hogy a két bolygó mérete közel azonos

A Vénusz - ellentétben a többi potenciális úticéllal - a Földhöz hasonló méretében és tömegében, ezért a felszíni gravitáció is közel azonos: 0,904 g, azaz a földi 90,4%-a. A Mars felszínén ezzel szemben csak 0,38 g érvényesül, és ennek negatív élettani hatásai egyelőre nem teljesen ismertek. Mikrogravitációs környezetben a csontozat ritkulásnak, az izomzat pedig sorvadásnak indul. A Vénuszon ez a veszély nem áll fenn, és így az ott huzamosabb ideig tartózkodók visszaszoktatás nélkül telepedhetnének vissza a Földre. A Mars esetében a csontozatot támogató külső segédeszközökre szükség lehet. (A Mars Gravity Biosatellite nevű amerikai szonda lett volna hivatott az élettani vizsgálatokat lefolytatni a Mars esetében, de a programot költségvetési problémák miatt leállították.)
Kedvező továbbá, hogy a Vénusz a legközelebbi bolygó, ezáltal pedig a megközelítése is némileg egyszerűbb a többinél. Összehasonlításképpen: legközelebbi állásában a Vénusz távolsága 45 millió km, szemben a Mars 56 millió kilométerével. Ezt a távot a Venus Express szonda öt hónap, míg a Mars esetében a Mars Express hat hónap alatt tette meg. Indítási ablak 584 naponta van a Vénuszra, míg a Marsra csak 780 naponként.
A Nap közelsége miatt Vénusz körüli pályán, illetve a felső légkörben a napenergia lényegesen olcsóbban elérhető.
A légkör magas szén-dioxid tartalma révén alapanyagul szolgálhat a szénalapú vegyületek előállítására.

## Hátrányos tulajdonságok

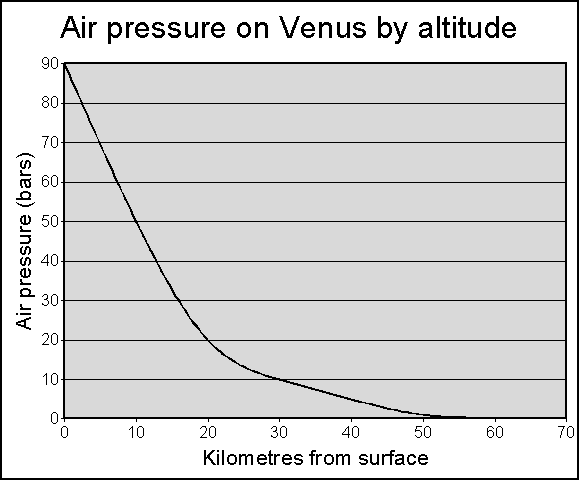
A légnyomás magassági görbéje a Vénuszon. A földfelszíni érték (1 bar) 50 kilométeres magasságban mérhető. A felszínen a nyomás a földinek 90-szerese

A Vénusz felszínén uralkodó légköri viszonyok komoly kihívást támasztanak a technikával szemben. A légkörben nincs oxigén. Az egyenlítői hőmérséklet megközelíti az 500 fokot, ami magasabb, mint az ólom olvadáspontja. A felszíni nyomás a földinek legalább a 90-szerese. A felhőzetet alkotó kénsav erős maró anyag. A bolygón gyakorlatilag nincs víz. A felhőzet nagyon reflektív, így a vénuszi felszín kevesebb napsugárzást kap, mint a földi, ami a napelemek gazdaságosságát rontja.
A bolygó tengelyforgása lassú, mintegy 243 földi nap, ami az űrliftek létesítésének nem kedvez.

## A benépesítés lehetőségei
A lehetetlen viszonyok miatt a felszín benépesítése a jelenlegi technikai színvonallal nem lehetséges.

### Terraformálás

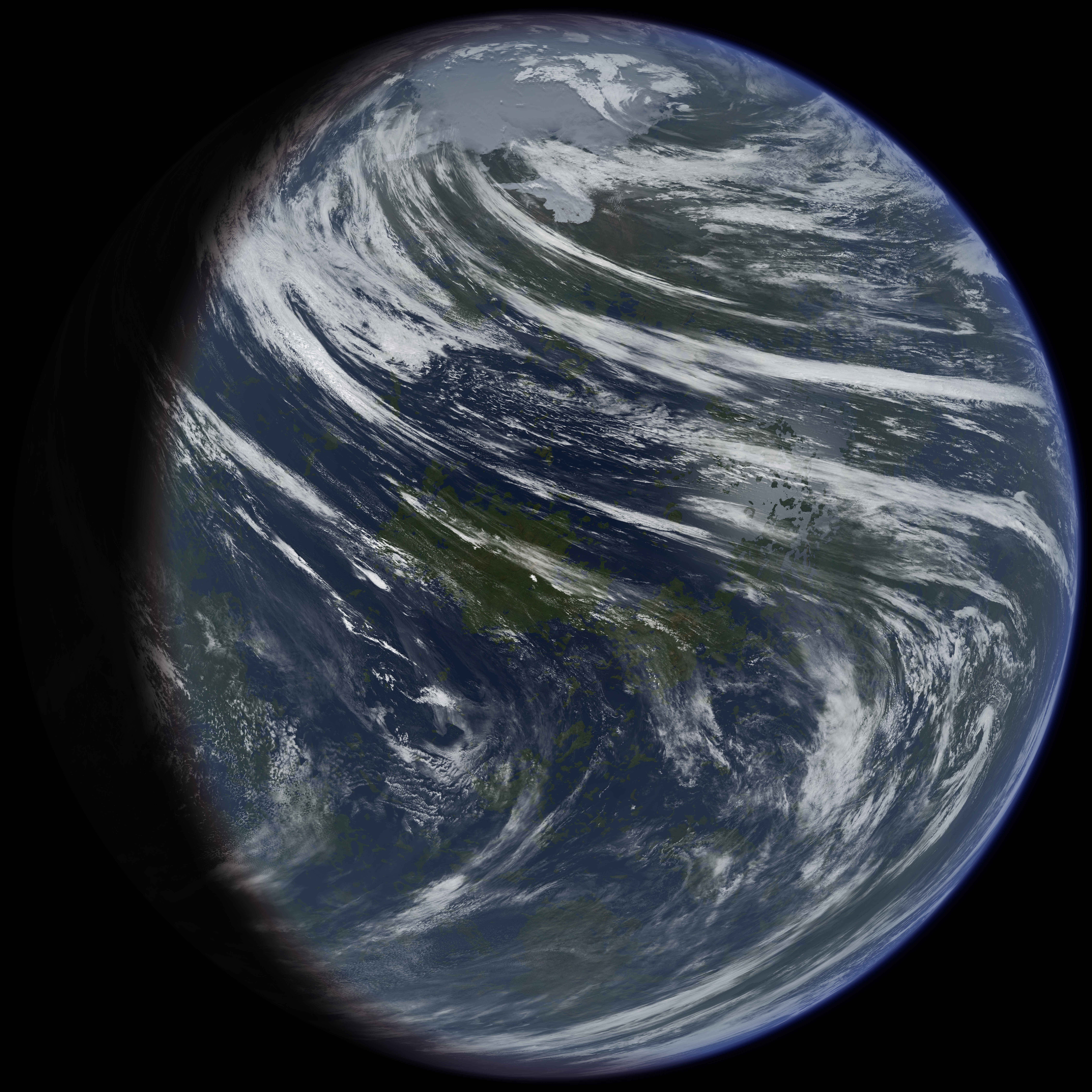
Művészi koncepció a terraformált Vénuszról

A Vénusszal foglalkozó tudományos-fantasztikus művek visszatérő eleme a bolygó terraformálása, azaz a Földhöz hasonlóvá való alakítása. Ezekben a művekben a hőmérséklet beállítására jellemzően az árnyékolás különböző módozatait használják. Előkerül még ötletként a légkör nagy részének eltávolítása, a szén-dioxid kivonása a légkörből, a víz nagy tömegű importálása, illetve a földihez hasonló tengelyforgási ciklus kialakítása.

### A felső légkör benépesítése
A másik megközelítés a felszín helyett a felső légkörben való megtelepedésben lát perspektívát: 50 km magasságban a nyomás- és hőmérsékleti adatok nagyjából megfelelnek a földinek. Itt az 1 atmoszféra nyomás mellett 0 és 50 fok közötti hőmérséklet uralkodik.
Geoffrey A. Landis (NASA, Glenn Kutatóközpont) javaslatában olyan lebegő városok jelennek meg, amelyeket pusztán a bennük levő oxigén-nitrogén alapú, földi légkör tart a felszín felett. A Vénusz sűrű, nagyrészt szén-dioxidból álló légkörében ez az elegy körülbelül 60%-át produkálja annak a felhajtó erőnek, mint amit a Földön a hélium képvisel. Mivel a ballonokban uralkodó és a külső légnyomás között jelentős különbség nincs, az esetleges repedéseken keresztül a légkör nem szökne el, hanem csak keveredne a Föld felszínén megszokott sebességgel. Ez lehetőséget ad arra, hogy a felületi hibákat egyszerűen és időben kijavíthassák. Ebben a magasságban nincs szükség űrruhára, csak a hő- és savvédelemről, illetve a levegőről kell gondoskodni. A helyi légkörből kinyerhető hélium vagy hidrogén használatával a felhajtó erő fokozható, és ezzel az állomás hasznos tömege a méret bővítése nélkül növelhető.

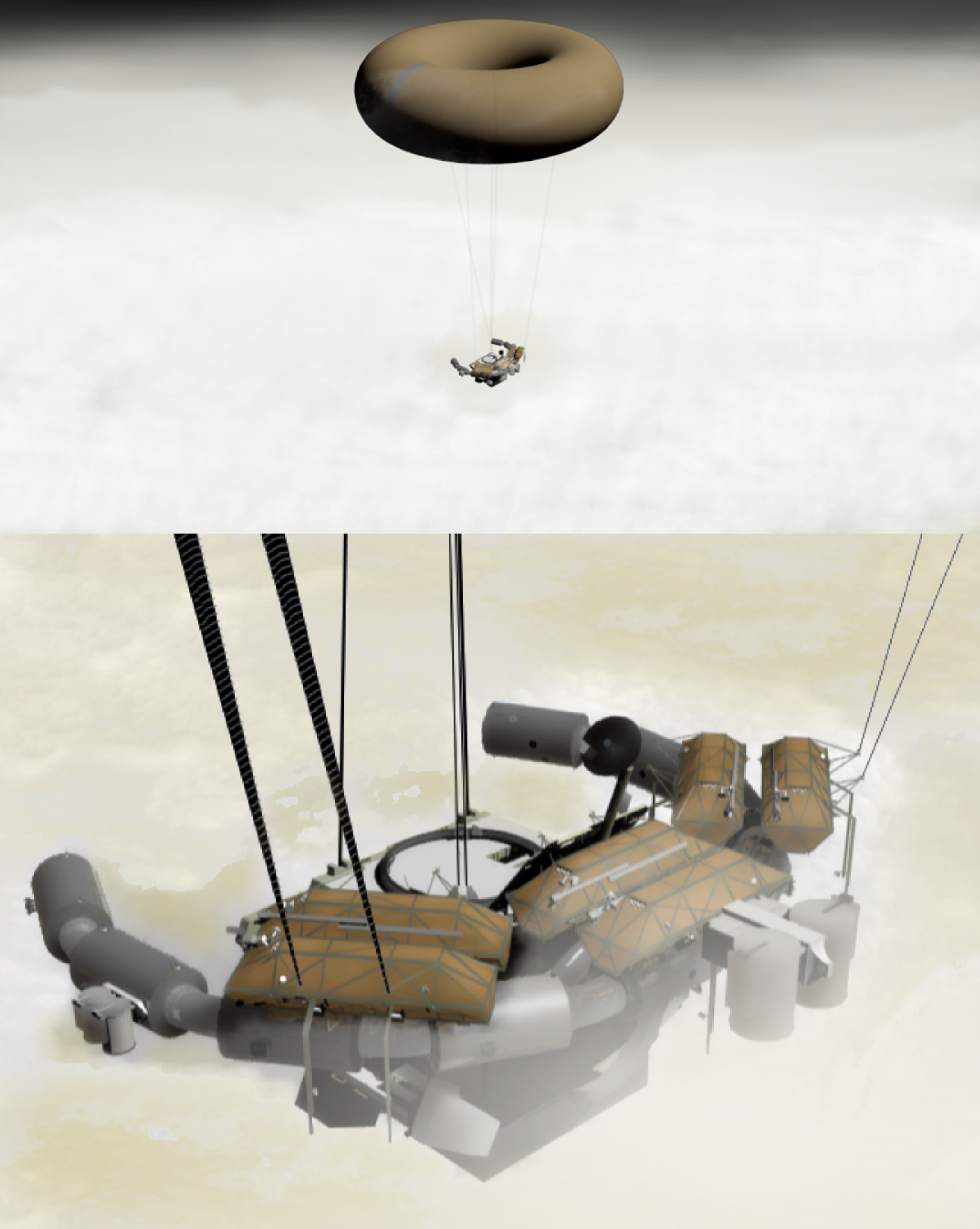
Művészi elképzelés egy vénuszi ballonvárosról

A felső légkör benépesítése a lassú tengelyforgásból adódó problémákat is mérsékelheti. A vénuszi felhőréteg a heves légmozgások révén 4 földi nap alatt megkerüli a bolygót. (A szélsebesség eléri a 95 m/s-ot, vagyis a 342 km/h-t). Ezzel elviselhetőbb nappal-éjszaka ciklust lehet kialakítani. A felszíni szállító eszközök részben kiválthatók, ha a szállítandó anyagokat a gyorsan mozgó állomásokra emelik és a megfelelő helyen leengedik.
A lebegő városok lehetővé teszik a benépesítést terraformálás nélkül is, idővel pedig a terraformálás bázisául szolgálhatnak majd, illetve Landis megállapítása szerint megfelelő mennyiségben és összekapcsolva akár árnyékolóként is működhetnek. Paul Birch elemzése szerint az ilyen kolóniák azonnal profitot termelhetnének, ami tovább ösztönözné a beruházásokat a bolygón.

## Orbitális pályán
A Vénusznak jelenleg nincsen természetes kísérője, de a bolygó adottságai jól kihasználhatók aszteroidák befogására. A sűrű légkör alkalmas ezek lefékezésére, de ha egy aszteroida mégis becsapódna a felszínbe, ott nincs infrastruktúra és olyan érték, amiben kárt tehetne. Az ilyen befogott testek a későbbiekben gazdasági tevékenység alapjául, illetve bázisul szolgálhatnak.

## Fordítás
- Ez a szócikk részben vagy egészben  a   Colonization of Venus című angol Wikipédia-szócikk ezen változatának fordításán alapul.  Az eredeti cikk szerkesztőit annak laptörténete sorolja fel. Ez a jelzés csupán a megfogalmazás eredetét és a szerzői jogokat jelzi, nem szolgál a cikkben szereplő információk forrásmegjelöléseként.